# 1,2-Benzohinon
1,2-Benzohinon (orto-benzohinon, cikloheksa-3,5-dien-1,2-dion) je keton, sa formulom . On je jedan od dva izomera hinona, dok je drugi 1,4-benzohinon. 1,2-Benzohinon je crvena supstanca, koja je rastvorna u vodi, a nerastvorna u etil etru.
1,2-Benzohinoni se formiraju oksidacijom katehola izloženih vazduhu u vodenom rastvoru, ili putem orto oksidacije fenola. On je prekurzor melanina.